# 潘文華舊居
潘文華舊居位於四川省仁壽縣，文物遺址年代判定為1916年。2012年7月16日，公佈為四川省文物保護單位。
潘文華舊居住於四川省仁壽縣文宮鎮文華社區，建於民國5年（1916），坐西向東，橫向複四合院佈局，主院左右各一四合院，右側四合院早年拆除，左側四合院原系廚房、食堂雇工住房。主院占地面積1433.9平方米，整個建築磚木結構，單簷硬山式屋頂，上施小青瓦，每柱之石礎均精雕細刻，除正廳明間和下廳明問次間為一樓外，均兩樓，樓面施木板。全部建築均在瓦面之下離木棟約20釐米處加築夾泥卷頂棚，使之防塵又防火。潘文華生於清光緒十二年（1886），卒於1950年冬，從十八歲起戎馬生涯四十餘載，官至國民黨23軍軍長，28集團軍總司令，川、黔、湘、鄂綏靖公署主任，西南公署副長官。國共內戰後期，在彭縣率部投共。2010年，潘文華舊居被眉山市人民政府公佈為市級文物保護單位。